# Wolfgang von Ditfurth
Wolfgang Paul Franz Dietrich von Ditfurth (* 28. Februar 1879 in Berlin; † 22. März 1946 in Riga (Sowjetunion)) war ein deutscher Generalleutnant und verurteilter Kriegsverbrecher.

## Leben
Wolfgang von Ditfurth wuchs als Angehöriger eines Zweiges der Adelsfamilie von Ditfurth in Berlin auf. Er war der älteste Sohn des späteren Kaiserlichen Geheimen Oberregierungsrats Theodor von Ditfurth und seiner Frau Eveline Luise Helene Adelaide, geb. Meyer (* 1858).
Nach dem Ende seiner Schulzeit, welche er mit dem Abitur abschloss, begann er ein Jurastudium in Lausanne. Dieses schloss er aber nicht ab und trat als Fahnenjunker am 26. September 1898 in die Preußische Armee ein. 1905 war er als Leutnant im Kaiser Franz Garde-Grenadier-Regiment Nr. 2 in Berlin, dort war er am 27. Januar 1900 befördert worden. Bis zum Ende des Ersten Weltkriegs stieg er zum Hauptmann auf. 1918 wurde er dem Chef des Generalstabs zur Verwendung zugeteilt und dem Nachrichtendienst zugeteilt.
Später wurde er in die Reichswehr übernommen. 1921 war er als Abwehr- und E-Offizier im Stab des 2. Kavalleriedivision in Breslau eingesetzt. Als Oberstleutnant, seit 1. Februar 1928 in diesem Dienstgrad, wechselte er 1928 in den Stab des 9. Infanterie-Regiments nach Potsdam. Mit der Beförderung zum Oberst (E) am 1. Februar 1931 wurde er Kommandeur des Wach-Regiments Berlin. Am 1. April 1932 schied er aus der Reichswehr aus, wurde aber am 1. Oktober 1934 wieder reaktiviert und diente im Reichswehrministerium und später in der Wehrmacht im OKH. Hier war er Anfang 1939 in der 3. Abteilung beim Oberquartiermeister IV, Generalmajor Kurt von Tippelskirch. Am 31. März 1939 schied er mit dem Charakter als Generalmajor aus der Armee aus und wurde für kurze Zeit Assistent beim Kriegsgeschichtlichen Forschungsinstitut.
Während des Zweiten Weltkriegs war er vom 25. Oktober 1939 bis 14. Mai 1942 Kommandeur der neu aufgestellten 403. Landesschützen-Division. Anfänglich kam die Division zur 6. Armee nach Frankreich, wechselte dann aber mit der Umorganisation zur 403. Sicherungs-Division Mitte März 1941 nach Russland zur 9. Armee. In dieser Position wurde er am 1. September 1940 erst zum Generalmajor der Reserve und am 1. Oktober 1941 zum Generalleutnant der Reserve befördert. Unter seinem Kommando war diese Einheit in schwere Kriegsverbrechen bei der Partisanenbekämpfung verwickelt. Die Division wurde während des gesamten Kriegs überwiegend an der Ostfront für Sicherungsaufgaben im rückwärtigen Heeresgebiet eingesetzt, u. a. zur Gefangennahme versprengter sowjetischer Soldaten und Kommissare. Weitere antisemitische Maßnahmen des Kommandeurs, wie Konfiszierungen, Funktionsenthebungen, Bildung „rein“ jüdischer Häuser, folgten. 1941 war die Division bei der Kesselschlacht bei Białystok und Minsk, der Kesselschlacht bei Smolensk und der Schlacht um Moskau in der sogenannten Heeresgruppenreserve. Während dieser Zeit wurde die Division gegen die Zivilbevölkerung eingesetzt und brannte zahlreiche Dörfer nieder. Ab Juni 1942 war er Kommandeur der deutschen Kommandaturbehörde in Vilnius. Im April/Mai 1942 war er ebenfalls Militärkommandant der Stadt Kursk.

Ende Juli 1942 ging er im Range eines Generalleutnants in den Ruhestand. Anschließend war er bis Kriegsende am Kriegsgeschichtlichen Forschungsinstitut in Potsdam. Am 19. Mai 1945 wurde er als Zivilist in Potsdam von sowjetischen Einheiten gefangen genommen und in die Sowjetunion verschleppt. Bei seiner Vernehmung Ende 1945 gab er u. a. zu Protokoll:

Vorübergehend, wie ich schon sagte, wurden [sic] dort, wo meine Truppen disloziert waren, wie in Litauen und in den angrenzenden Bezirken [des] westlichen Weißrußlands, die ganze männliche Bevölkerung im Alter von 18–50 J. mitgenommen.

Im Jahre 1946 wurde er im Rigaer Kriegsverbrecherprozess gemeinsam mit anderen ehemaligen Wehrmachtsangehörigen zum Tode verurteilt. Die Anklage lautete:
Kriegsverbrechen, im Juli/August 1941 Teilnahme an Verhaftungen und Erschießungen von Sowjetbürgern durch die 403. Infanterie-Division beim Befehlshaber des rückwärtigen Heeresgebiets 102 der Heeresgruppe Mitte bei Vilnius (wobei es sich um die Ermordung von etwa 4000 Juden handelt), von September 1941 bis März 1942 Aktionen im Raum Witebsk gegen die Zivilbevölkerung, von April bis Mai 1942 Kriegskommandant in Kursk.
Das Urteil gegen Ditfurth wurde zwar mit der Todesstrafe belegt, aber aufgrund einer Erkrankung nicht vollstreckt. Am 22. März 1946 starb er an Herzversagen. Andere Quellen geben an, dass er als verschollen galt oder doch nach Prozessende am 3. Februar 1946 gehängt wurde.

## Werke (Auswahl)
- gemeinsam mit Karl Ogilvie, ein Hauptmann im OKH: Weststaaten, Teil: 1. Hörhold, Leipzig, 1937.
- Foch. In: Heerführer des Weltkrieges, Berlin 1939, S. 220–254.[9]
- Die französische Wehrmacht. Mittler, Berlin, 1940.